# Charls Butler
Pour les articles homonymes, voir Charles Butler et Butler.
Charl(e)s Butler est un homme d’Église et un scientifique britannique, né vers 1559 et mort le 29 mars 1647.

## Biographie
Son livre Đe Femininʻ Monarķiʻ - ou De histori of beeʻs. Shewing đeir admirable naturʻ, and propertis; đeir generation and colonis; đeir government, loyalti, art, industri; enemiʻs, wars, magnanimiti, &c. Togeđer with đe riħt ordering of đem from timʻ to timʻ: and đe sweetʻ profit arising đerʻof. Written out of experiencʻ (ou De la monarchie féminine ou une histoire des abeilles) paraît pour la première fois en 1609. Il est publié à nouveau en 1634, l’année de la première réunion de l’Académie française. L’édition de ce livre révolutionne l’histoire naturelle car c’est la première étude scientifique des abeilles. La troisième édition, en 1634, constitue également une révolution car c’est le premier livre qui applique le système réformé de graphie pour l’anglais (cette méthode favorise une écriture plus phonétique et établit une correspondance entre la graphie des mots et leur prononciation).
En 1633, Butler avait publié une grammaire anglaise où il condamnait les caprices de l'orthographe anglaise traditionnelle et avait proposé l'adoption d'un système selon lequel « men should write altogeđer according to đe sound now generally received » (les « hommes devraient écrire à leur guise, en se basant sur le son généralement perçu aujourd’hui »).
En 1636, Butler a publié Principles of Musik, dans lequel il utillise notamment les lettres barrées : ŧ, đ, ꞓ, k, g, ꝑ, ſ, w.

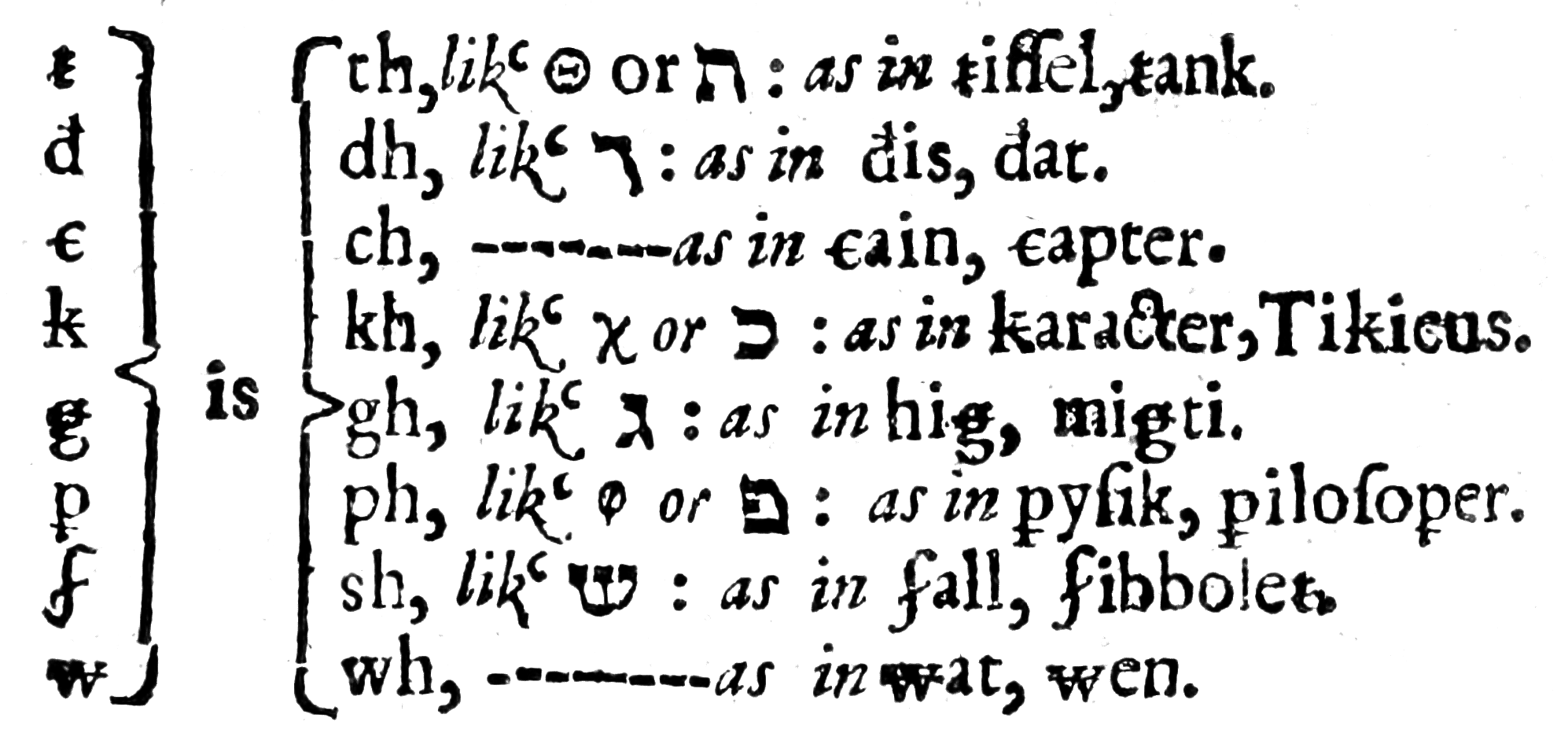
Lettres « aspirées » dans Charls Butler, The principles of musik, 1636.

Butler est enfin l’auteur d’un célèbre manuel, The Logic of Ramus, qui est une introduction à la philosophie du Français Pierre de La Ramée (1515-1572), converti au calvinisme et assassiné deux jours après le massacre de la Saint-Barthélemy.
Contemporain de Newton, de Descartes et de Leibniz, Butler est considéré comme l’un des plus anciens et des moins connus de la science moderne dans une ère marquée par les effets de la superstition.

## Œuvres
- (en) Charles Butler, The English grammar, or the institution of letters, syllables, and words in the English tongue : Whereunto is annexed an index of words like and unlike, Oxford, William Turner, 1633 (lire en ligne)
- (en) Charles Butler, The Femininʻ Monarchiʻ - The histori of beeʻs, Oxford, William Turner, 1634 (1re éd. 1609) (lire en ligne)
- (en) Charles Butler, The Principles of Musik, 1636 (lire en ligne)